# نسطور (جنس)
النُّسْطُور أو كاكا[بحاجة لمصدر] (الاسم العلمي: Nestor) واحد من ثلاثة أجناس من فصيلة السدافيات، بالإضافة إلى جنسي السداف (كاكابو) والببغاوات المنقرضة من جنس (Nelepsittacus). يشمل جنس النُّسْطُور على نوعين من الببغاوات موجودة في نيوزيلندا واثنين من الأنواع المنقرضة في جزيرة نورفولك وجزيرة تشاتام، ونيوزيلندا على التوالي. كل الأنواع ذات جسم كبير ممتلئ مع ذيول مربعة قصيرة. والسمة المميزة للجنس هي اللسان الذي يحتوي على هداب شبيه بالشعر. أدى هذا التشابه السطحي لهذا اللسان مع ببغاء اللوريكيت لبعض خبراء التصنيف للنظر في أن المجموعتين ترتبطان ارتباطا وثيقا، لكن أدلة الحمض النووي عكست هذا الاعتقاد.